# Dragutin Ciotti
Dragutin Ciotti (ur. 19 października 1905 w Sušaku, zm. 17 marca 1974 w Rijece) – chorwacki gimnastyk, w barwach Jugosławii brązowy medalista olimpijski z Amsterdamu.
Igrzyska w 1928 były jego jedynymi igrzyskami olimpijskimi. Medal wywalczył w drużynowym wieloboju, reprezentację Jugosławii wspólnie z nim tworzyli Słoweńcy Edvard Antosiewicz, Stane Derganc, Janez Porenta, Anton Malej, Boris Gregorka, Jože Primožič i Leon Štukelj.